# 珠簾神社
珠簾神社（みすじんじゃ）は、和歌山県田辺市上三栖にある神社。旧社格は村社。熊野古道中辺路潮見峠越えルートの長尾坂の手前にある。三栖王子（影見王子社）の合祀先。別称：たまだれ神社。

## 歴史
創建年代は不詳。古来は一倉神社あるいは一倉大明神社と呼ばれ、三栖全体の産土神であった。饒速日命の第一子である一座命（いちくらのみこと）を祀っていたのが当時の社名の由来であると伝わる。
鎌倉時代末期、三栖荘が熊野三山領となった際に熊野本宮大社から熊野三神を勧請し、主祭神が伊邪那美命（熊野牟須美大神）に変わる。
後に伊邪那岐命が一倉神社から下三栖中の宮に勧請され、一倉神社が上三栖・中三栖の産土神、中の宮神社が下三栖の産土神と分かれることとなる。
明治42年（1909年）、一村一社を推進する神社合祀令により、下三栖の中の宮神社（八坂神社）を合祀。再び三栖全体の産土神となり、社名を一倉神社から珠簾神社に変更する。
この際、明治元年（1868年）に水害により崩壊し中の宮神社に先に合祀されていた三栖王子社（影身王子社）も併せて合祀されている。
室町時代から明治時代までは中辺路の潮見峠越えが田辺-本宮間の幹線道路であり、珠簾神社周辺は峠越えの入り口で要所であったため、紀伊田辺藩によって伝馬所が築かれ、十余軒の宿屋が立ち並ぶなど当時は三栖三ヶ村の中で最大の人口密集地であった。

## 境内
- 本殿 - 春日造
- 脇殿 - 春日造
- 拝殿 - 入母屋造
- 社務所 - 入母屋造
- 手水舎
- 忠魂碑
- 奉納相撲土俵
- クスノキ（樹齢300年以上）
- 事比羅神社 - 祭神：大巳貴命

## 祭神
- 主祭神 - 伊邪那美命、伊邪那岐命、速玉男命、事解男命、須佐之男命、奇稲田姫命、三女姫命、一座命

- 配祀神 - 天照大神（西向殿・影見王子社祭神）、大巳貴命（境内社・事比羅神社祭神）

## 熊野三山との関係
先述のように三栖荘は中世においては熊野三山の領地であり、紀伊続風土記によれば「三栖」の地名そのものも熊野権現の御簾領（神領地）であったことから生まれたとされており、現在の神社名である珠簾神社もこの地名由来を踏まえたものとなっている。
中世の牟婁郡では近隣の秋津荘・田辺荘も同じく熊野本宮領であり、本宮からは遠隔地であることから熊野三山の田辺側の根拠地である新熊野権現社（現：闘鶏神社）が領地を管理し、物資等を本宮へ送っていた。
珠簾神社は田辺の新熊野権現社と熊野本宮を繋ぐ途上の要衝にあり、本宮から熊野三神が勧請されていることから、中辺路が富田川ルートから潮見峠越えルートに変わる14世紀の南北朝時代以降、熊野三山や新熊野権現社によって領地支配や勧進・交通等の拠点とされていたと思われる。

## 文化財
刀剣・絵馬・鰐口・棟札・絵画

## 祭事
- 例祭・11月3日

獅子舞、奉納相撲等が行われる。

## 下三栖遥拝所（中の宮神社）
下三栖の中の宮神社（八坂神社）は神社合祀後も社殿等はそのまま残り、珠簾神社の下三栖遥拝所となっている。
例祭では、下三栖地区の獅子舞は中の宮神社でも奉納される。

## 現地情報
所在地
- 和歌山県田辺市上三栖46

交通アクセス
- 最寄駅：JR紀勢線紀伊田辺駅下車後、車で約15分